# Данило Попивода
Данило Попивода (Ловћенац, 1. мај 1947 — Бијела, 9. септембар 2021) био је југословенски, словеначки и crnogorski фудбалер.

## Каријера
Попивода је фудбал почео да игра 1964. године у омладинској екипи Олимпије из Љубљане и брзо се истакао у селекцијама Љубљане, Словеније и Југославије. Професионалац је постао 1965. године и најчешће је играо у нападу на позицији десног крила. У дресу Олимпије, Змајчека, је одиграо 226 утакмица и постигао 58 прволигашких голова.
Са великим успехом је играо и у СР Немачкој за екипу Ајнтрахта из Брауншвајга (1975—1980), где је одиграо 126 утакмица Бундеслиге и постигао 27 голова. Одиграо је и три утакмице друге немачке лиге, исто за Ајнтрахт, где је постигао исто толико голова.

## Репрезентација
- За омладинску фудбалску репрезентацију Југославије је одиграо десет утакмица и постигао је седам голова, (1965—1966);
- За младу фудбалску репрезентацију Југославије је одиграо три утакмице и постигао је један гол, (1966—1972);
- За сениорску репрезентацију Југославије је одиграо двадесет утакмица и постигао пет голова, (1972—1977).

За сениорску репрезентацију Југославије је дебитовао 14. јуна 1972. године, у на утакмици Купа независности у Бразилу против Венецуеле. Резултат је био 10-0 и Попивода је постигао први гол на утакмици. Своју опроштајну утакмицу за репрезентацију, Попивода, је одиграо на утакмици у Београду против Шпаније 30. новембра 1977. године (0:1).
Учествовао на светском првенству 1974. и европском првенству 1976.
Био је члан стручног штаба репрезентације Словеније на светском првенству у фудбалу 2002. На утакмици против Парагваја је са клупе предводио словеначки тим уместо суспендованог селектора Срећка Катанеца.

## Клубови
- Олимпија Љубљана (1965—1975, 1981—1982)
- Ајнтрахт Брауншвајг (1975—1981)